# 謝菲爾德市政廳
謝菲爾德市政廳（Sheffield Town Hall）是位於英國英格蘭謝菲爾德的一座建築，現在由謝菲爾德市議會使用，並同時展示銀器收藏品。

## 历史
現在的謝菲爾德市政廳是第四代市政廳，由E. W. Mountford設計。市政廳修建於1890年至1897年，在1897年5月21日開放。1923年市政廳進行擴建並竣工。